# Sümeyye Manz
Sümeyye Manz (nacida Sümeyye Güleç, Nürnberg, 30 de octubre de 1989) es una deportista alemana de origen turco que compitió en taekwondo. Ganó dos medallas de bronce en el Campeonato Mundial de Taekwondo entre los años 2005 y 2011, y dos medallas en el Campeonato Europeo de Taekwondo, oro en 2008 y bronce en 2005.

## Palmarés internacional
| Campeonato Mundial | Campeonato Mundial       | Campeonato Mundial | Campeonato Mundial |
| Año                | Lugar                    | Medalla            | Categoría          |
| ------------------ | ------------------------ | ------------------ | ------------------ |
| 2005               | Madrid (España)          | Medalla de bronce  | –47 kg             |
| 2011               | Gyeongju (Corea del Sur) | Medalla de bronce  | –46 kg             |
| Campeonato Europeo |                          |                    |                    |
| Año                | Lugar                    | Medalla            | Categoría          |
| 2005               | Riga (Letonia)           | Medalla de bronce  | –47 kg             |
| 2008               | Roma (Italia)            | Medalla de oro     | –47 kg             |